# Franciszek Smuda
Franciszek Smuda (Lubomia, 22 giugno 1948 – Cracovia, 18 agosto 2024) è stato un allenatore di calcio e calciatore polacco con cittadinanza tedesca, di ruolo difensore. Dal 2009 al 2012 fu commissario tecnico della nazionale polacca.

## Carriera

### Calciatore
Nella stagione 1975 passò alla neonata franchigia statunitense, militante nella NASL, degli Hartford Bicentennials, con cui non riuscì ad accedere ai playoff per il titolo a causa del quinto e ultimo nella propria divisione.

### Allenatore
Venne esonerato dal Wisla Cracovia il 9 marzo 2015, in seguito al periodo negativo della squadra.

## Palmares

### Allenatore
- Supercoppa di Polonia: 2

Widzew Łódź: 1996
Wisła Cracovia: 2001
- Campionato polacco: 3

Widzew Łódź: 1995-1996, 1996-1997
Wisła Cracovia: 1998-1999
- Coppa di Polonia: 2

Wisła Cracovia: 2001-2002
Lech Poznań: 2008-2009